# دورنیه دو ۱۰
دورنیه دو ۱۰ (به انگلیسی: Dornier_Do_10) یک هواگرد از نوع هواپیمای جنگنده ساخت شرکت دورنیه فلوکتسایک‌ورک در آلمان است. هواگرد دورنیه دو ۱۰ نخستین پروازش را در ۲۴ جولای ۱۹۳۱ میلادی انجام داد.